# Мандури (Сан-Паулу)
Мандури (порт. Manduri) — муниципалитет в Бразилии, входит в штат Сан-Паулу. Составная часть мезорегиона Ассис. Входит в экономико-статистический микрорегион Ориньюс. Население составляет 9006 человек на 2006 год. Занимает площадь 228,866 км². Плотность населения — 39,4 чел./км².
Праздник города — 30 ноября.

## История
Город основан 30 ноября 1944 года.

## Статистика
- Валовой внутренний продукт на 2003 составляет 49 107 880,00 реалов (данные: Бразильский институт географии и статистики).
- Валовой внутренний продукт на душу населения на 2003 составляет 5664,77 реала (данные: Бразильский институт географии и статистики).
- Индекс развития человеческого потенциала на 2000 составляет 0,772 (данные: Программа развития ООН).

## География
Климат местности: субтропический. В соответствии с классификацией Кёппена, климат относится к категории Cfb.

## Галерея

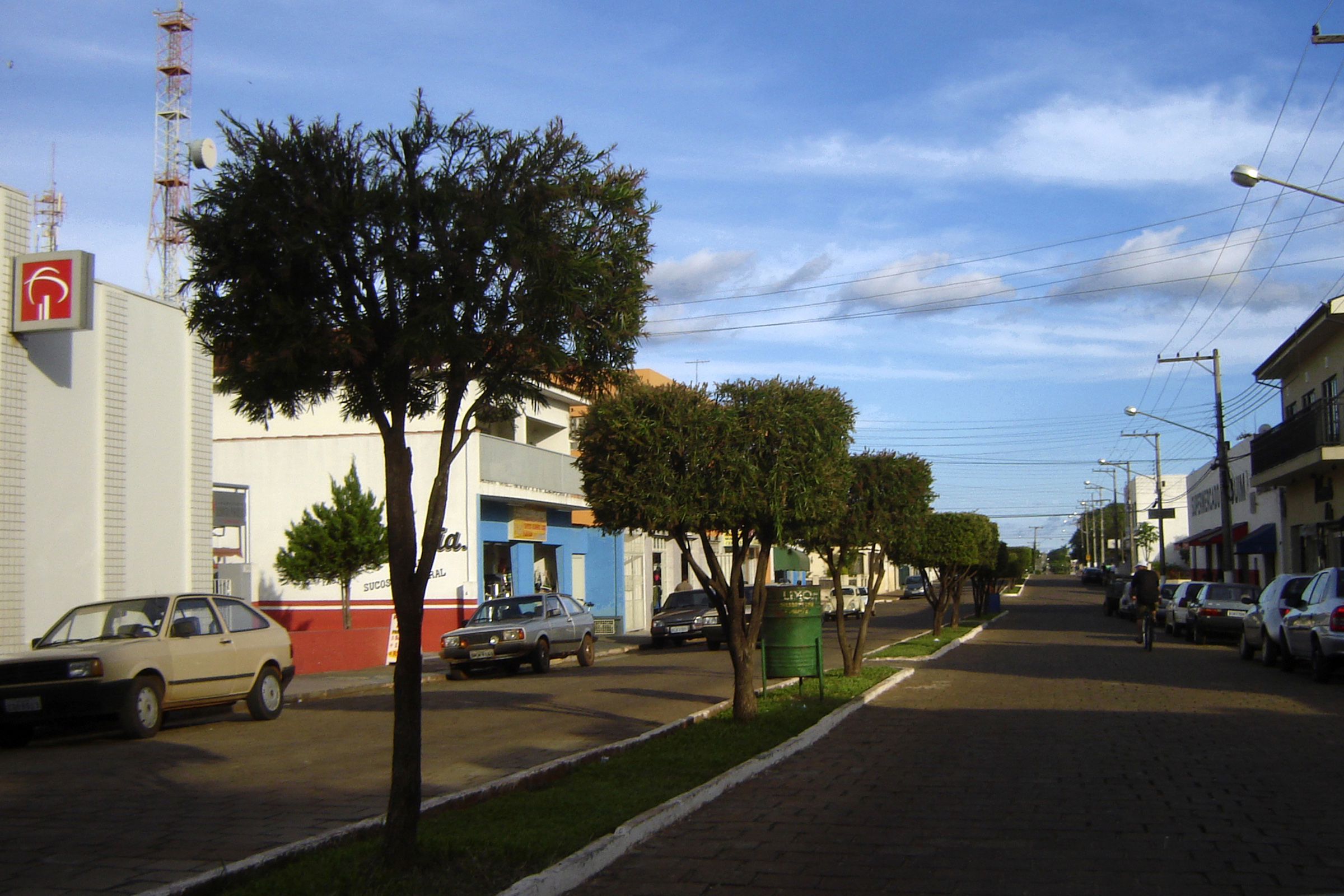
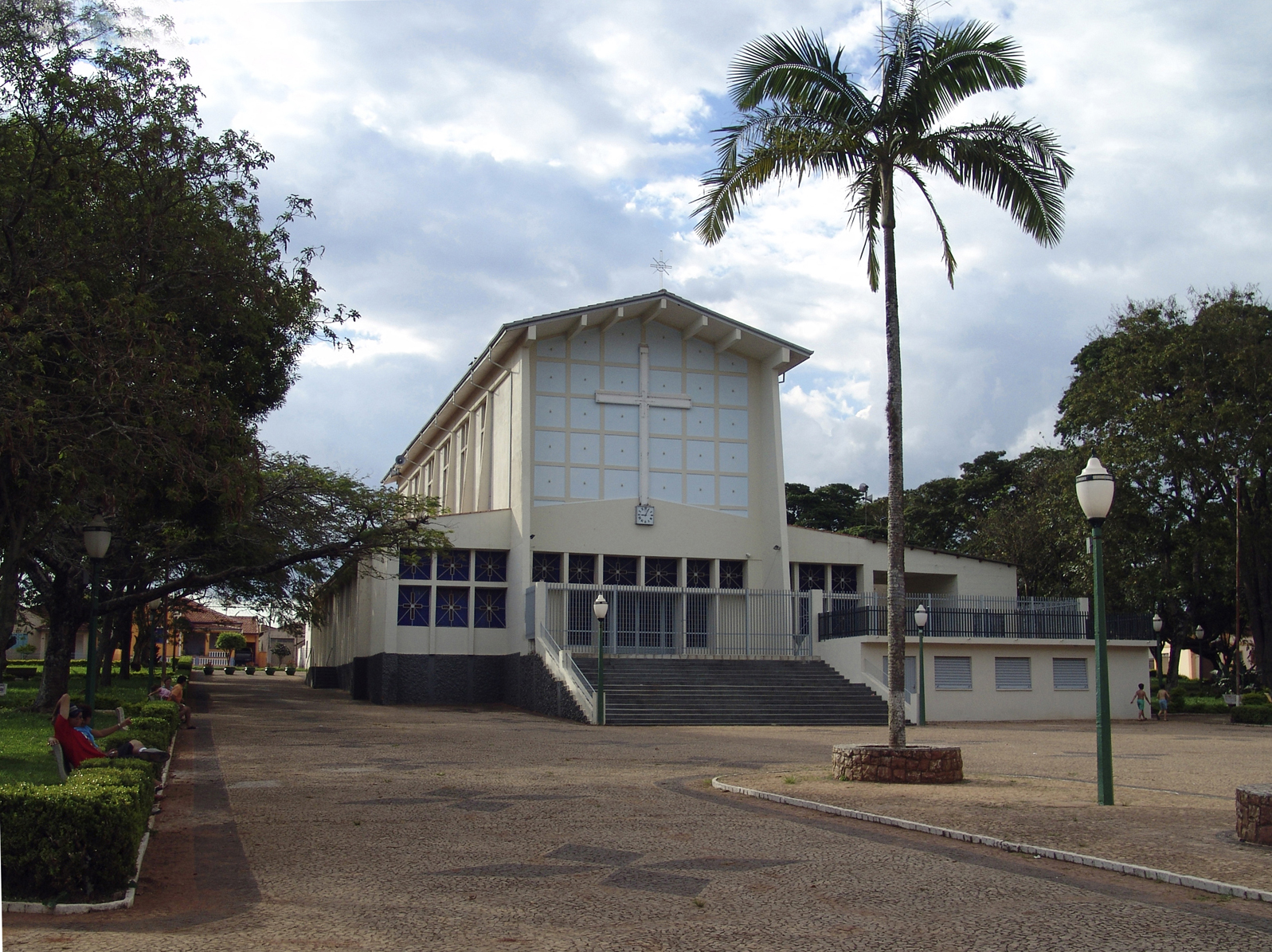
Собор
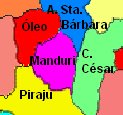
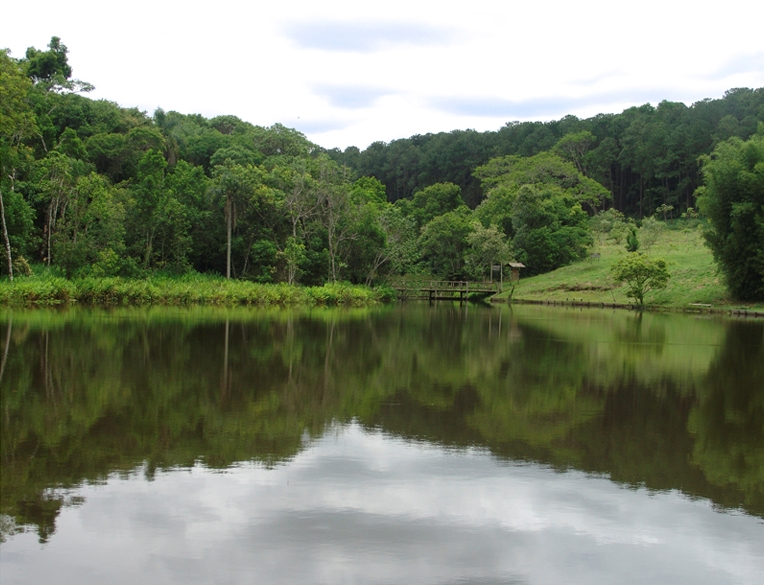
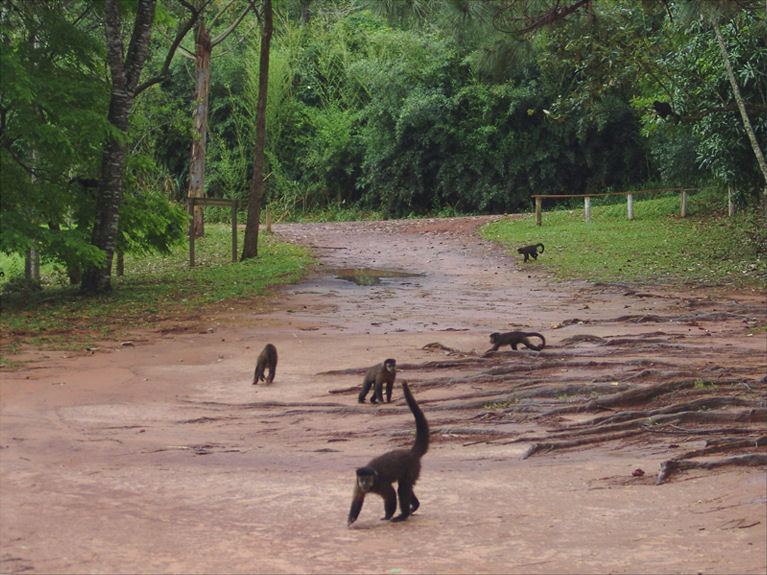
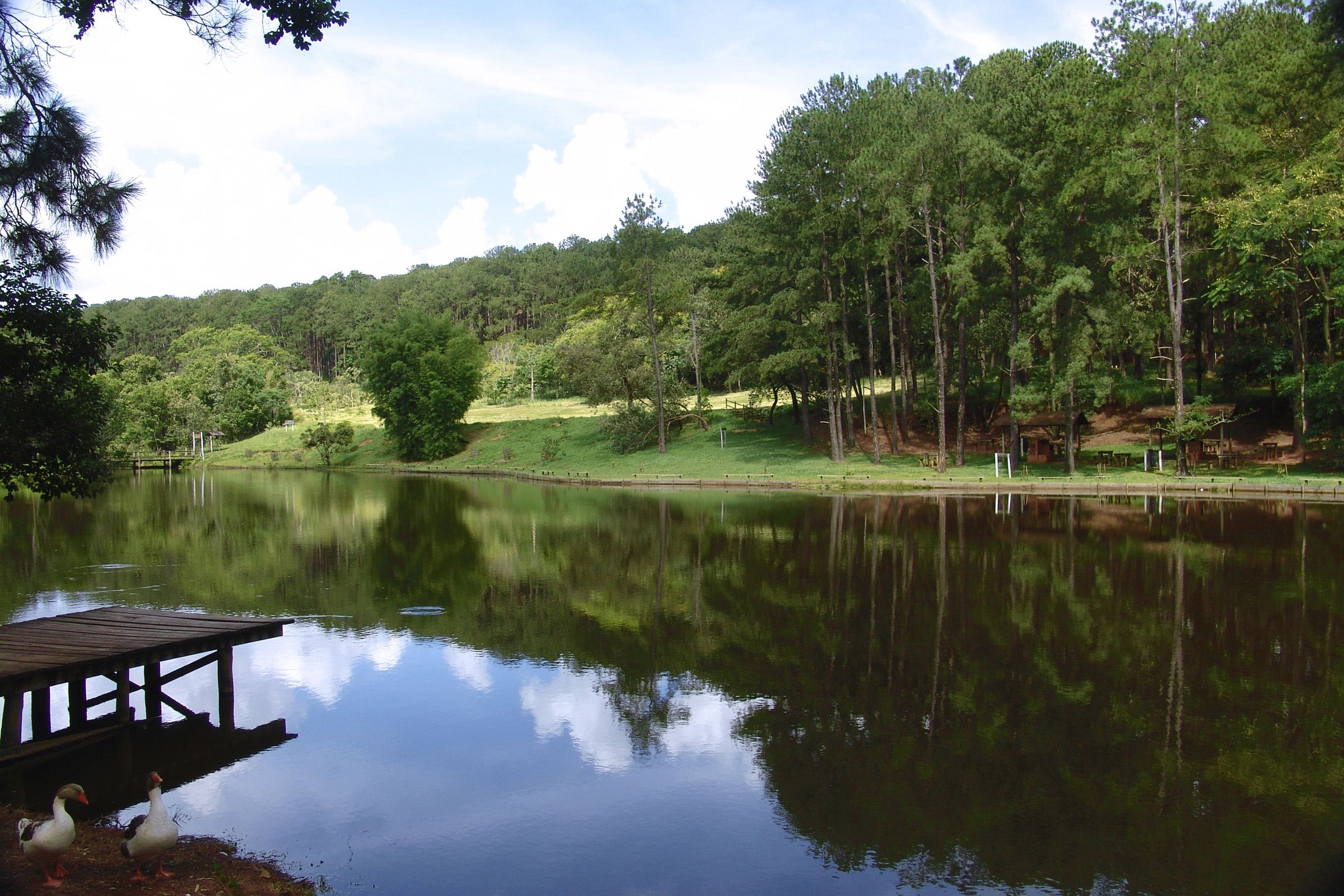
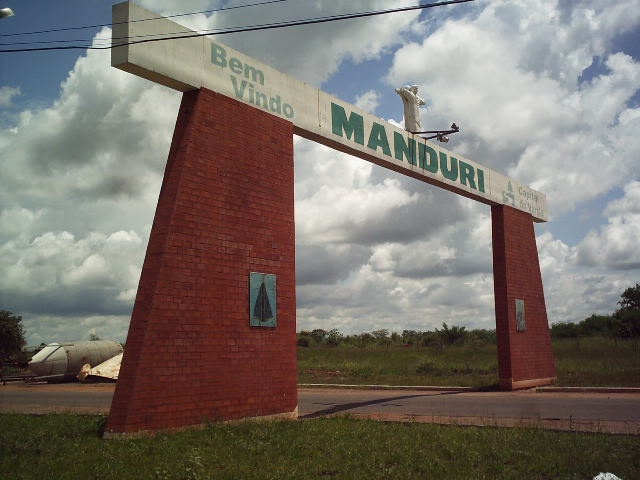
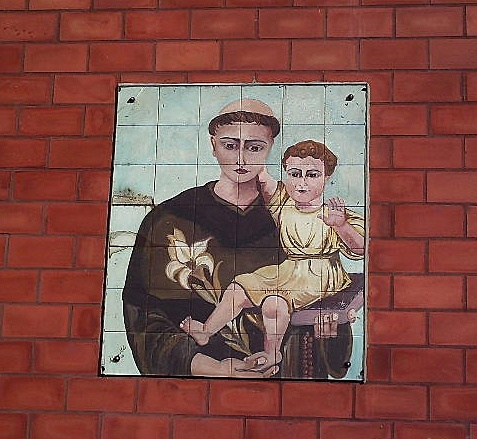
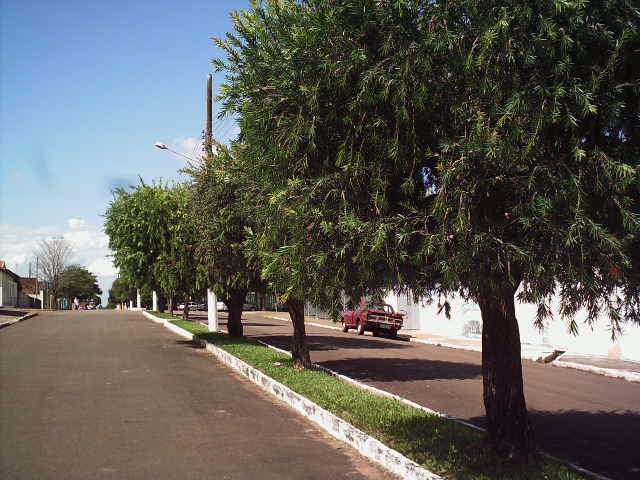
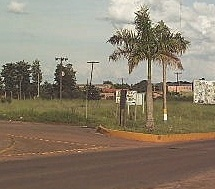
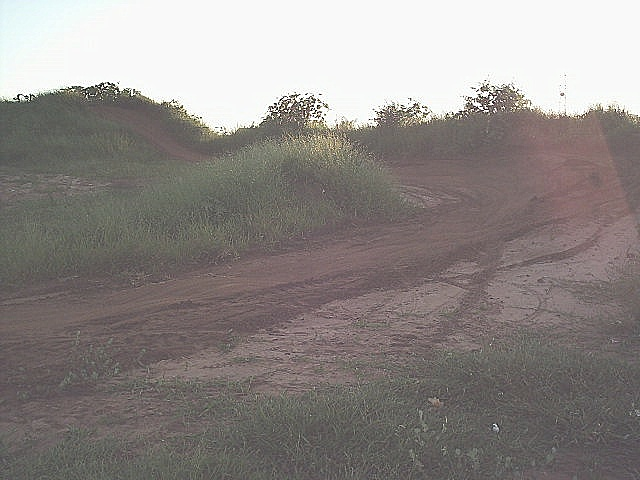